# 科洛尼亚圣约翰王国
科洛尼亚圣约翰王国（英語：Kingdom of Colonia St John），前称科洛尼亚王国（Kingdom of Colonia），是约翰·B·德·马里维勒斯（John B de Mariveles，自称“约翰一世”）在1974年於南沙群岛部份岛屿上成立的一个私人国家，其前身是菲律宾探险家和商人托马斯·克洛马成立的自由地公國。

## 概述
1974年8月，71岁高龄的克洛马宣布辞去自由地“国家元首”的头衔，将其传给约翰·B·德·马里维勒斯“亲王”。其“政府”成员随后宣布将国名改为科洛尼亚王国。同年11月，克洛马被菲律宾总统费迪南德·马科斯下令逮捕，并交付军事法庭审判，原因是他曾经自称菲律宾共和国海军上将，被指控招摇撞骗。克洛马被迫签下一份证书，以一菲律宾比索的价格将其王国“出售”给菲律宾，以换取自己的自由。科洛尼亚王国的国王、首相、议长等人面临菲律宾方面的通缉，逃往马来西亚沙巴州的纳闽岛，组建了流亡政府。
1975年4月南越灭亡前夕，科洛尼亚王国的海军准将埃里克·斯罗卡（Erik Sroka）正在驾船从马尼拉驶往纳闽岛。南越灭亡的同一天，斯罗卡登上南越控制的鸿庥岛，接受了岛上南越守军的“投降”。“科洛尼亚国王约翰一世”随后将斯罗卡任命为总督。
科洛尼亚王国后来又更名为科洛尼亚圣约翰王国，但是其主权领土只有网站一座。根据其官方网页的介绍，该王国的护照获得了马来西亚的承认，与哥斯达黎加建立了领事关系，还与壳牌石油公司“签订了150亿美元的海上石油開採合同”，并在2004年“接待中石化的谈判代表。